# Caquetá
Caquetá är ett av Colombias departement. Det ligger i amazonasområdet i södra Colombia och hade cirka 440 000 invånare 2009. Caquetá gränsar till departementen Putumayo, Cauca, Huila, Meta, Guaviare, Vaupés och Amazonas. Den administrativa huvudorten är Florencia.

## Kommuner i Caquetá
1. Albania
2. Belén de Los Andaquies
3. Cartagena del Chairá
4. Curillo
5. El Doncello
6. El Paujil
7. Florencia
8. La Montañita
9. Milán
10. Morelia
11. Puerto Rico
12. San José del Fragua
13. San Vicente del Caguán
14. Solano
15. Solita
16. Valparaíso